# Fusarium avenaceum
Fusarium avenaceum ist ein Pilz aus der Ordnung der Krustenkugelpilzartigen.

## Merkmale

### Mikroskopische Merkmale
Die Sporodochien sind blass orangefarben. Sie werden besonders auf CLA Agar gebildet. Die dünnwandigen Makrokonidien sind gerade oder leicht gekrümmt, werden 50 bis 70 µm lang und sind meist fünffach, manchmal aber auch drei- bis vierfach septiert. Die apikale Zelle läuft spitz zu, sie kann auch gebogen sein. Die Basalzelle ist normalerweise gekerbt.
Die ein- bis zweifach septierten Mikrokonidien sind spindelförmig und werden nur von manchen Stämmen produziert, und auch dann eher selten.

### Merkmale auf Nährmedien
Fusarium avenaceum bildet auf Nelkenblatt-Agar (CLA) gerade oder leicht gekrümmt Makrokonidien. Es werden keine Chlamydosporen produziert. Auf Kartoffel-Dextrose-Agar bildet Fusarium avenaceum ein abundantes Myzel, das von weiß bis hellgelb und graurosa variieren kann. Pigmente im Agar sind graurosa bis burgundrot, können aber durch die Lichtreflexion der Sporenmasse bräunlich aussehen. Die Morphologie der Kolonie ist sehr variabel, sie kann viel oder sehr wenig Luftmyzel produzieren.

### Ähnliche Arten
Fusarium avenaceum kann mit Fusarium acuminatum verwechselt werden, der Chlamydosporen produzieren kann, allerdings nicht muss. Als sicheres Unterscheidungsmerkmal gelten die bei Fusarium acuminatum stärker gebogenen Makrokonidien mit dicken Zellwänden.

## Ökologie und Verbreitung
Fusarium avenaceum ist in den gemäßigten Breiten weltweit verbreitet und lebt hauptsächlich saprophytisch im Boden, kann aber auch parasitisch auf Hülsenfrüchten, Nelken und verschiedenen anderen ausdauernden Pflanzen vorkommen. Sie ist auch auf verschiedenem Getreide wie Weizen oder Gerste verbreitet. Die Art reagiert empfindlich auf Schwefeldioxid-Verschmutzung.

## Toxikologie
Fusarium avenaceum wird nicht mit Vergiftungen bei Mensch oder Tieren in Verbindung gebracht, aber zerriebene Kulturen sind giftig für Hühner und Mäuse und dermotoxisch für Hasen. Fusarium avenaceum kann Mykotoxine wie Beauvericin, Fusarin C und Moniliformin bilden.
Die Art wird vom ZKBS für gentechnische Arbeiten der Risikogruppe 1 zugeordnet, die Arbeiten müssen also unter der Sicherheitsstufe 1 erfolgen. Eine Einstufung in eine Risikogruppe nach der Biostoffverordnung ist noch nicht erfolgt.

## Taxonomie
Fusarium avenaceum wurde in drei Unterarten unterteilt, die inzwischen in drei Arten aufgeteilt wurden, neben Fusarium avenaceum werden nun Fusarium aywerte und Fusarium nurragi als Arten anerkannt. Wenn eine Hauptfruchtform gebildet wird, so wird sie Gibberella avenacea genannt.